# Grand Junction Railroad and Depot Company

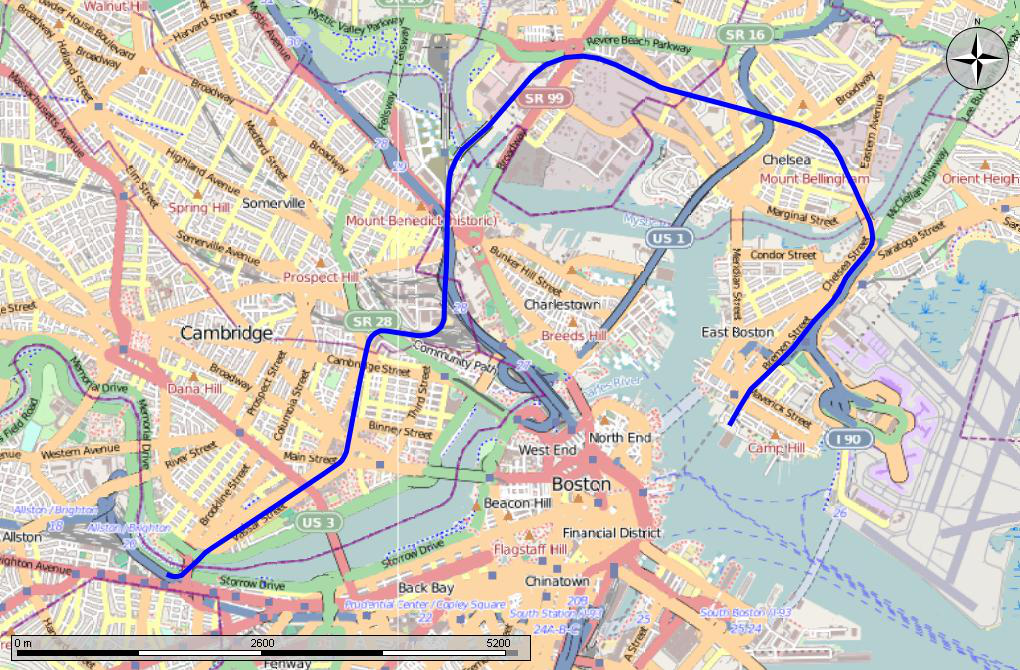
Carte montrant le trajet du Grand Juntion.

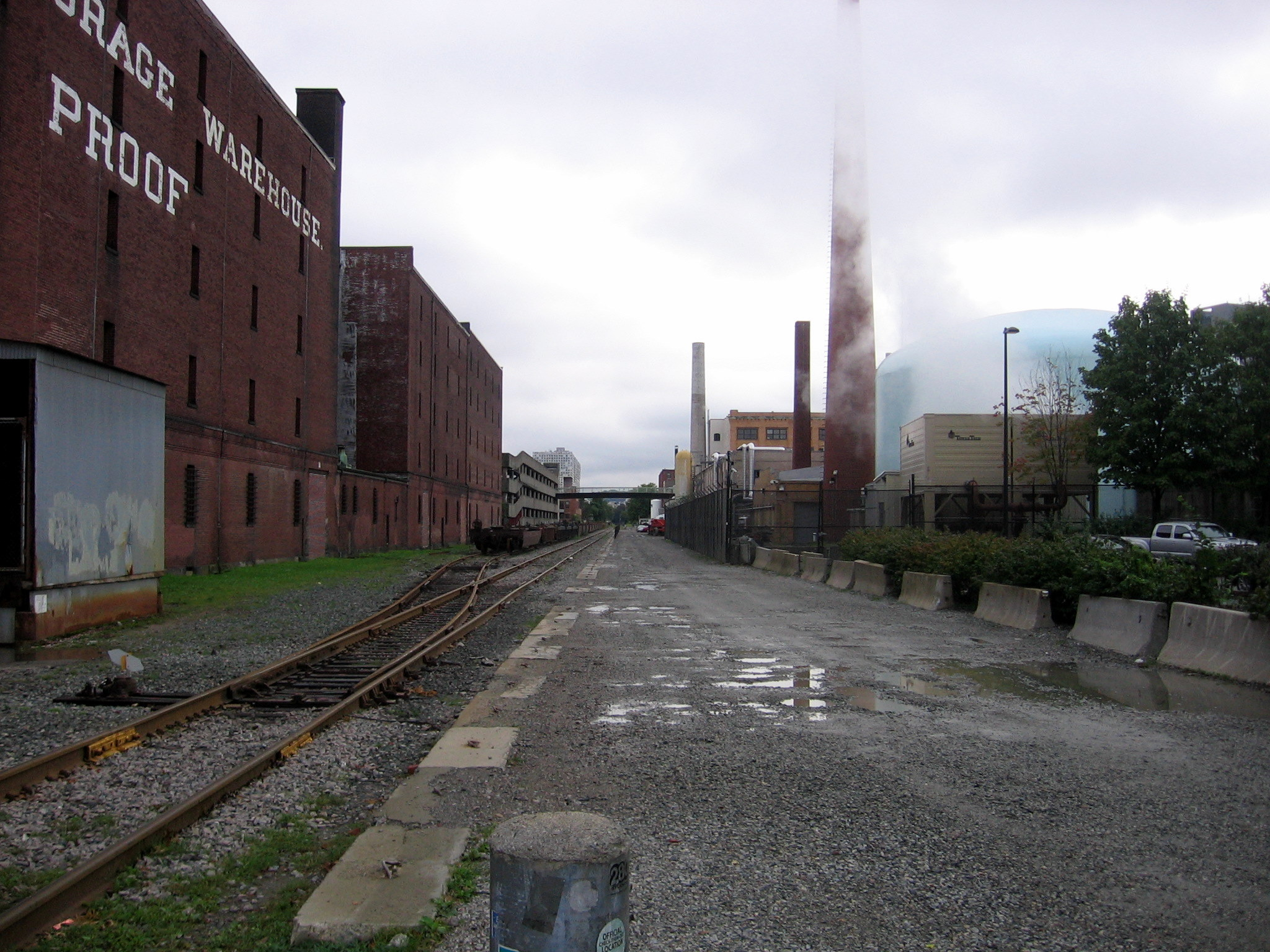
Le Grand Junction Railroad, regardant vers le sud de Mass Avenue.

Le Grand Junction Railroad and Depot Company est un chemin de fer de 13,76 km dans la ville de Boston, Massachusetts et les alentours, reliant les chemins de fer vers l'ouest et au nord de Boston. La majeure partie est encore en usage ; on l'utilise pour le transport du fret pour le marché des fruits de Chelsea  et les transferts d'équipements d'Amtrak et de l'équipement du MBTA entre les lignes se terminant au North Station et au South Station.

## Traduction
- (en) Cet article est partiellement ou en totalité issu de l’article de Wikipédia en anglais intitulé « Grand Junction Railroad and Depot Company » (voir la liste des auteurs).